# Варшавский, Александр Яковлевич
Александр Яковлевич Варшавский (англ. Alexander J. Varshavsky; род. 8 ноября 1946, Москва) — советский и американский биохимик. Профессор Калифорнийского технологического института, член Национальной академии наук США (1997) и Американского философского общества (2001).

## Биография
Родился в семье научного работника, физикохимика Якова Михайловича Варшавского (1917—2015) и врача Мэри Борисовны Цейтлиной (1920—2015). Отец был выпускником химического факультета МГУ (1939) и участником Великой Отечественной войны, впоследствии — доктор химических наук, старший научный сотрудник Института молекулярной биологии.
Окончил химический факультет Московского государственного университета в 1970 году. В 1973 году защитил кандидатскую диссертацию в Институте молекулярной биологии АН СССР и получил соответствующую степень по химическим наукам. Статья «Heterogeneity of chromatin subunits in vitro and location of histone» (1976) вошла в список 50 наиболее цитируемых работ советских учёных (1973—1988). В 1977 году, покинув конгресс по молекулярной биологии в Хельсинки, через Швецию эмигрировал в США. С 1977 года — в Массачусетском технологическом институте (с 1980 года — доцент, с 1986 года — профессор).
С 1992 года научный сотрудник и профессор клеточной биологии Калифорнийского технологического института.
Научные труды посвящены роли убиквитина в клеточном цикле, апоптозе, малигнизации, процессах воспаления и иммунного ответа. В 1986 году описал правило N-конца (англ. N-end rule) убиквитинирования. Автор принципиального метода целенаправленного уничтожения раковых клеток путём гомозиготных делеций ДНК (англ. deletion-specific targeting). В 1988 году разработал метод анализа иммунопреципитации хроматина (ChIP).
Член Американской академии искусств и наук (1987), иностранный член EMBO (2001), Европейской академии (2005).

## Общественная позиция
В марте 2022 подписал открытое письмо лауреатов Премии по фундаментальной физике с осуждением вторжения России на Украину.

## Награды
- 1999 — Международная премия Гайрднера, «For the discovery of the ubiquitin system of intracellular protein degradation and its many functions in the cell.»[7][8]
- 2000 — Премия Альберта Ласкера за фундаментальные медицинские исследования (совместно с Аароном Чехановером и Аврамом Гершко), «For the discovery and recognition of the broad significance of the ubiquitin system of regulated protein degradation, a fundamental process that influences vital cellular events, including the cell cycle, malignant transformation, and responses to inflammation and immunity.»[9]
- 2000 — Pasarow Award[англ.]
- 2001 — Премия Вольфа по медицине (совместно с Аврамом Гершко), «For the discovery of the ubiquitin system of intracellular protein degradation and the crucial functions of this system in cellular regulation.»[10][11]
- 2001 — Премия Мэссри
- 2001 — ASBMB–Merck Award[12]
- 2001 — Премия Луизы Гросс Хорвиц
- 2001 — Премия Макса Планка
- 2001 — Премия Альфреда Слоуна[англ.]
- 2002 — Медаль Э. Б. Уилсона, высшая награда Американского общества клеточной биологии
- 2006 — Премия фонда «March of Dimes» по биологии развития, «For explaining how ubiquitin, a tiny protein found in all living things, plays a major role in our lives by helping to regulate many crucial processes in human cells.»[13]
- 2006 — Премия Грифуэля[англ.]
- 2007 — Премия Готэма (1 млн долларов)
- 2007 — Медаль Шлейдена[нем.]
- 2010 — Премия Вильчека[англ.][14]
- 2011 — BBVA Foundation Frontiers of Knowledge Award
- 2012 — Международная премия короля Фейсала
- 2012 — Медаль Отто Варбурга[нем.]
- 2014 — Премия за прорыв в области медицины (3 млн долларов), «За работы по изучению причин и молекулярных механизмов внутриклеточной деградации белка.»[15][16]
- 2014 — Премия медицинского центра Олбани
- 2016 — Большая медаль Французской академии наук[17]
- 2017 — Премия Генриха Виланда[нем.], Boehringer Ingelheim Foundation
- Dr. Paul Janssen Award for Biomedical Research[англ.] (2024)